# Villemoiron-en-Othe
Villemoiron-en-Othe è un comune francese di 233 abitanti situato nel dipartimento dell'Aube nella regione del Grand Est.

## Società

### Evoluzione demografica
Abitanti censiti